# Wiesiołowski Hrabia
Wiesiołowski Hrabia – polski herb hrabiowski, odmiana herbu Ogończyk, nadany w Galicji.

## Opis herbu
Opis zgodnie z klasycznymi regułami blazonowania:
W polu czerwonym pół pierścienia z zaćwieczoną rogaciną, srebrne. Na tarczy korona hrabiowska, z której klejnot herbowy: dwa ramiona gołe, naturalne, wzniesione ku górze. Labry: czerwone, podbite srebrem.

## Najwcześniejsze wzmianki
Nadany wraz z tytułem hrabiego (hoch- und wohlgeboren, graf von) 1 grudnia 1780 (dyplom z 12 czerwca 1782) w Galicji Andrzejowi Wiesiołowskiemu. Podstawą nadania był patent szlachecki z 1775 roku, wywód szlachectwa przed komisją magnatów, pełniona funkcja radcy trybunalnego galicyjskiego, sprawowane urzędy powiatowe, oraz pomoc przy rewindykacji Galicji.

## Herbowni
Jedna rodzina herbownych (herb własny):
- graf von Wiesiołowski.